# الاتحاد الديمقراطي الأوروبي
الاتحاد الديمقراطي الأوروبي (بالفرنسية: Union démocrate européenne)‏، تأسس في عام 1978، وهو الفرع الرسمي للاتحاد الديمقراطي الدولي في أوروبا. في عام 2002، اندمج مع حزب الشعب الأوروبي، باستثناء حزب المحافظين البريطاني الذي فضّل الانضمام إلى المجموعة الفرعية للديمقراطيين الأوروبيين داخل مجموعة حزب الشعب الأوروبي والديمقراطيين الأوروبيين في البرلمان الأوروبي. نتيجة لذلك، لم يعد للاتحاد الديمقراطي الأوروبي أي نشاط مستقل.

## تاريخ
تأسس الاتحاد الديمقراطي الأوروبي في أبريل 1978 في سالزبورغ من قبل أحزاب محافظة. عند تأسيسه، ضم الاتحاد الديمقراطي المسيحي في ألمانيا، الاتحاد الاجتماعي المسيحي في بافاريا، حزب الشعب النمساوي، حزب المحافظين (المملكة المتحدة)، حزب الشعب المحافظ (الدنمارك)، حزب الائتلاف الوطني (فنلندا)، التجمع من أجل الجمهورية (فرنسا)، حزب المحافظين (النرويج)، مركز الديمقراطيين الاجتماعيين (البرتغال)، المعتدلين (السويد). كان حزب الشعب في جنوب تيرول والحزب الجمهوري الفرنسي مراقبين. على عكس حزب الشعب الأوروبي واتحاد الأحزاب الليبرالية والديمقراطية في أوروبا.

## الأحزاب الأعضاء
- ألبانيا:
  - الحزب الديمقراطي الألباني
- ألمانيا:
  - الاتحاد الديمقراطي المسيحي
  - الاتحاد الاجتماعي المسيحي
- النمسا:
  - حزب الشعب النمساوي
- البوسنة والهرسك:
  - حزب التقدم الديمقراطي (البوسنة والهرسك)
- بلغاريا:
  - الحزب الديمقراطي (بلغاريا)
  - اتحاد القوى الديمقراطية (بلغاريا)
- قبرص:
  - التجمع الديمقراطي (قبرص)
- كرواتيا:
  - الاتحاد الديمقراطي الكرواتي
- الدنمارك:
  - حزب الشعب المحافظ
- إسبانيا:
  - الحزب الشعبي (إسبانيا)
- إستونيا:
  - اتحاد الوطن (إستونيا)
  - ريس بابليكا
- فنلندا:
  - حزب الائتلاف الوطني
- فرنسا:
  - الجمهوريون (فرنسا)
- اليونان:
  - الديمقراطية الجديدة (اليونان)
- المجر:
  - فيدس – الاتحاد المدني المجري
  - المنتدى الديمقراطي الهنغاري
- آيسلندا:
  - حزب الاستقلال (أيسلندا)
- أيرلندا:
  - فاين جايل
- إيطاليا:
  - فورزا إيطاليا
- لاتفيا:
  - العصر الجديد (حزب سياسي)
  - الحزب الشعبي (لاتفيا)
- ليختنشتاين
  - الحزب التقدمي للمواطنين
  - الاتحاد الوطني (ليختنشتاين)
- ليتوانيا:
  - اتحاد الوطن - الديمقراطيين المسيحيين الليتوانيين
- النرويج:
  - حزب المحافظين (النرويج)
- هولندا:
  - حزب النداء الديمقراطي المسيحي
- بولندا:
  - الاتحاد من أجل الحرية
- البرتغال:
  - الحزب الديمقراطي الاجتماعي (البرتغال)
  - الحزب الشعبي الديمقراطي الاجتماعي
- جمهورية التشيك:
  - الحزب الديمقراطي المدني
- رومانيا:
- المملكة المتحدة:
  - حزب المحافظين (المملكة المتحدة)
- صربيا:
  - الحزب الديمقراطي الصربي
  - جي17 بلس
- سلوفينيا:
  - الحزب الديمقراطي السلوفيني
- السويد:
  - حزب التجمع المعتدل
- تركيا:
  - حزب الوطن الأم
  - حزب الطريق القويم

## المراقبون الدائمون
- بيلاروس:
  - حزب المدنية المتحدة
- إيطاليا:
  - حزب الشعب في جنوب تيرول
  - اتحاد الوسط
- لوكسمبورغ:
  - حزب الشعب المسيحي الاجتماعي
- مقدونيا:
  - منظمة الداخلية المقدونية الثورية - الحزب الديمقراطي للوحدة الوطنية المقدونية
  - الحزب الديمقراطي للألبان
- مالطا:
  - الحزب الوطني (مالطا)
- سويسرا:
  - الحزب الديمقراطي المسيحي (سويسرا)